# Aleksandra Stratimirovic
Aleksandra Stratimirovic Daggfeldt, född 3 februari 1968, är en serbisk-svensk konstnär, som framför allt arbetar med ljus.
Aleksandra Stratimirovic utbildade sig i glas- och keramiklinjen på Konsthögskolan i Belgrad i Serbien 1986–1991 och i ljusdesign på Kungliga Konsthögskolan i Stockholm 1998–1999.

## Offentliga konstverk i urval
- Baby blue sky, gestaltning med laterniner, sittplatser och golv, 1995, Jakobsbergs station
- Parken, 2001, Södersjukhuset i Stockholm
- V.I.P., 2010, Heidenstamskolan i Uppsala
- Ljusskulptur, 2011, Tattby-Fågelby ishockeyhall i Nacka
- Welcome home, ljussatt utomhustrappa, 2013, Årstadal i Stockholm
- Hjältar, Lilla Alby skola i Sundbyberg (planerat till maj 2015)